# Олексіївський (район Москви)
Олексіївський (рос. Алексе́евский) — адміністративний район в Москві, входить до складу Північно-Східного адміністративного округу. Населення станом на 1 січня 2017 року 80339 чол., площа 5,29 км²
Район утворено 5 липня 1995 року.

На території району розташовані станції метро Олексіївська та ВДНХ.